# SYM

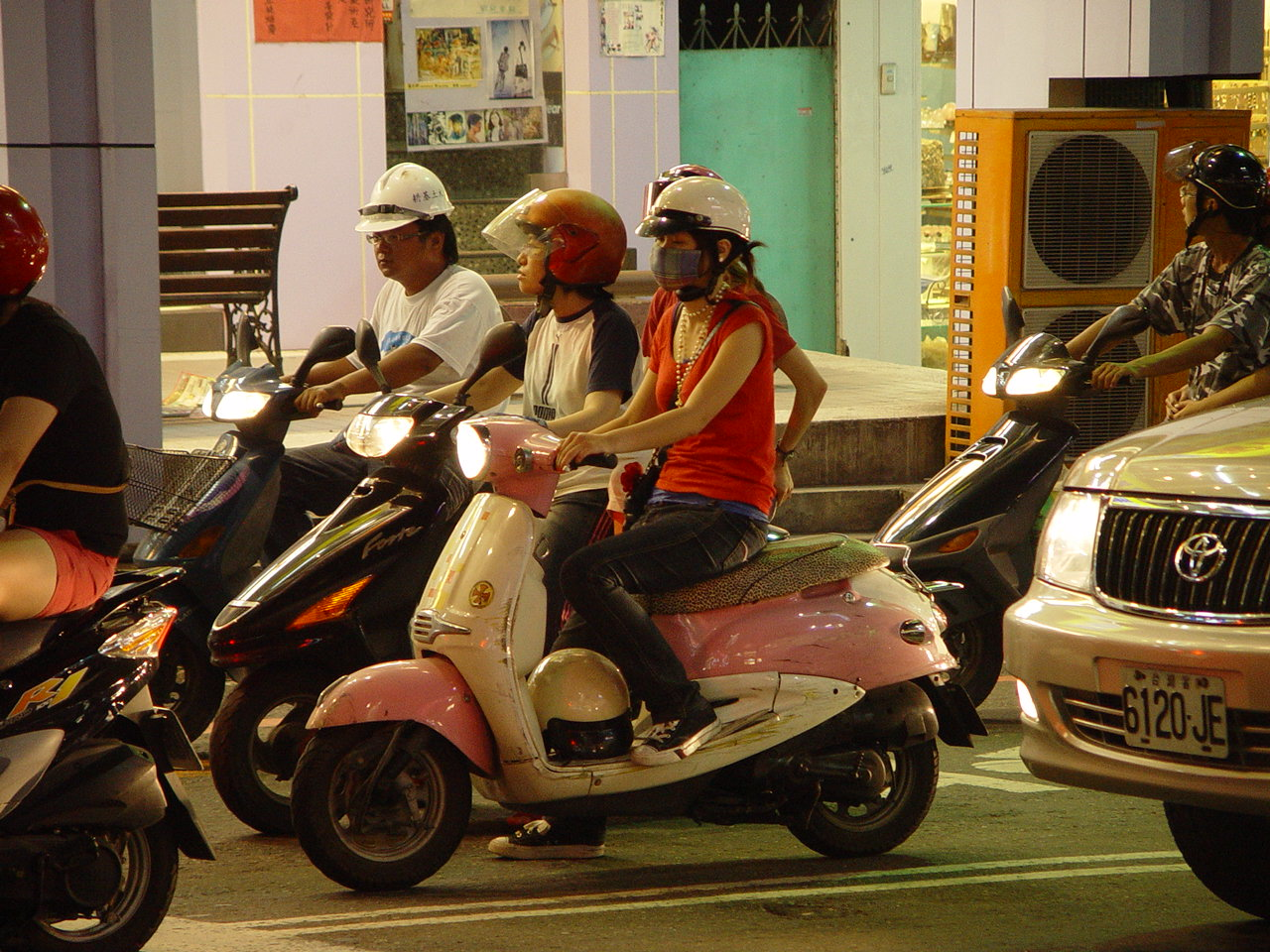
SYM Fiddle 50 cc scooter

SYM is een merk van scooters en motorfietsen.
Deze naam wordt vanaf 2004 gebruikt voor Sanyang Motor in Taiwan. Het betekent SanYang Motor. SYM produceert behalve motorfietsen en scooters ook de Honda (Japan)-auto's in licentie.

## Soorten
Motorscooters
- GTS 250 Evo
- Joyride 125 Evo
- Joyride 200 Evo
- Orbit 125 4T
- VS 125
- Mio 100 4T
- Fiddle II S 125
- GTS 125 Evo
- Citycom 300
- Symphony 125 4T
- Citycom 125
- Cello 125
- GTS 300 Evo
- Jet 4 125
- jet 14 125 4t
- Maxsym 400i

Scooters
- DD 50 Fix
- Jet 50 Euro X
- Jet SportX R
- Mio 50 4T
- Jet 14 4t euro 4
- Orbit 50 4T
- Mio 50 custom kleuren
- Fiddle II S
- Orbit II 50 4T
- Symphony 4T
- Crox 50 4T
- Mio 50 4T Limited
- Mio 50 4T Street
- Mio 50 4T Fashion
- Cello 50 4T
- Jet4 50
- Allo 50 4T
- Allo GT 50 4T

Elektrische scooters
- E-Fiddle IV
- E-Mio
- E-Xpro

Motoren
- XS125

Quads
- Quadlander 200
- Quadlander 300S
- Quadlander 600S